# Batalla de Bratislava (1052)
La batalla de Bratislava (en húngaro: pozsonyi csata) fue un conflicto desencadenado en 1052, donde el emperador Enrique III el Negro invadió Hungría y fue expulsado de la ciudad húngara de Bratislava por el rey Andrés I de Hungría.

## Antecedentes del conflicto
Escasos meses antes, se había líbrado la batalla de Vértes en 1051, en la que el emperador Enrique III había intentado invadir Hungría por tierra, siendo derrotado. Sin embargo, al poco tiempo, su flota fluvial avanzó desde territorio germánico a través del río Danubio y se dispuso a asediar la ciudad de Bratislava.

## La batalla
Tras poco tiempo de asedio, según la leyenda húngara uno (Zotmund) o más guerreros magiares habían perforado en la noche los cascos de los barcos del emperador alemán. Esta acción lograría hundir parte de la flota alemana y obligó al ejército de Enrique III a volver de nuevo a suelo seguro, abandonando Hungría y definitivamente sus pretensiones de someter el reino a vasallaje.